# A Chapter in Time
A Chapter in Time è il quattordicesimo album discografico del tastierista statunitense Jordan Rudess, pubblicato nel 2021. Secondo Rudess, autore di tutti i brani, questo album è stato creato come riflesso musicale di un periodo più insolito della nostra storia, cioè quando il Covid ha costretto tutti a rimanere in casa.

## Tracce
1. Weightless – 3:15
2. I Surrender – 2:41
3. Light As A Feather – 3:47
4. The Quiet Mind – 2:43
5. After The Storm – 3:16
6. Once Upon A Time – 2:16
7. Empty Streets – 2:38
8. And Breathe – 3:32
9. Into Sleep – 3:05
10. Flying – 2:33
11. Patterns Of Thought – 2:48
12. Touching Light – 3:07
13. Twilight Rain – 3:31
14. Stellar Enigma – 3:26
15. Beyond The Clouds – 3:06

## Formazione
- Jordan Rudess – tastiere, voce
- Ed Wynne – chitarra
- Dave LaRue - basso
- Rod Morgenstein – batteria